# Ушинці
Уши́нці (болг. Ушинци) — село в Разградській області Болгарії. Входить до складу общини Разград.

## Населення
За даними перепису населення 2011 року у селі проживали 292 особи.
Національний склад населення села:
| Національність   | Кількість осіб | Відсоток |
| ---------------- | -------------- | -------- |
| болгари          | 286            | 99,7%    |
| турки            | 0              | 0%       |
| цигани           | 0              | 0%       |
| інша             | 0              | 0%       |
| не визначились   | 1              | 0,3%     |
| Всього відповіли | 287            |          |

Розподіл населення за віком у 2011 році:
Динаміка населення: